# パーセク
パーセク（英語: parsec、記号: pc）は、長さを表す計量単位であり、約3.0856775814671916×1016 m（約3.2615637771418798 光年）である。主として天文学で使われる。
1977年の国際単位系国際文書第3版までは天文学の分野に限り国際単位系 (SI) と併用してよい単位（SI併用単位）であったが、1981年以降はSI併用単位にも含まれない非SI単位である。日本の計量法においては、非法定計量単位であり、取引・証明に使用することはできない。
年周視差が1秒角 (3600分の1度) となる長さが1 パーセクである。つまり、1 天文単位 (au) の長さが1秒角の角度を張るような長さを1 パーセクと定義する。すなわち1 pc = cot⁡(π/648000) auである。
1 パーセクは次の値に等しい。
- 約3.0856775814671916×1016 m = 約30.857 Pm[2]
- 約206264.80624548031 au
- 約3.2615637771418798 ly

名称は「parallax (視差) 」と「arcsecond (秒角) 」を組み合わせたものである。「per sec (毎秒) 」の意味と説明されることがあるが、これは誤りである。

## 倍量単位
- キロパーセク（kpc）= 約3.0856775814671916×1019 m
- メガパーセク（Mpc）[3]= 約3.0856775814671916×1022 m
- ギガパーセク（Gpc）= 約3.0856775814671916×1025 m

## 具体例
天文学では、100万（106）パーセクであるMpcがしばしば登場する。1 Mpc = 326.16 万光年。
- 宇宙膨張を考慮した最大観測可能距離（共動距離）：14000 Mpc
- 見かけ上の最大観測可能距離：4200 Mpc
- 各クエーサーまでの距離：600〜4000 Mpc
- ヘルクレス座・かんむり座グレートウォールの大きさ：3000 Mpc
- うお座・くじら座超銀河団Complexの全長：300 Mpc
- シャプレー超銀河団までの距離：200 Mpc
- かみのけ座銀河団までの距離：90 Mpc
- グレートアトラクターまでの距離：68 Mpc
- ケンタウルス座銀河団までの距離：48 Mpc
- 晴れ上がり時の宇宙の大きさ（観測可能宇宙の直径）：25 Mpc
- おとめ座銀河団までの平均距離：20 Mpc
- アンドロメダ銀河までの距離：0.7 Mpc
- 銀河系の直径：0.03 Mpc
- ハッブル定数：67 km/s/Mpc

### 解説
- おとめ座超銀河団の隣の超銀河団は、うみへび座ケンタウルス座超銀河団であるが、両者は非常に近い関係にある。
- クエーサーは、天体の中でも最も明るいものであるが、宇宙が若い頃（20億〜30 億歳の頃）に多く形成された天体であるため、遠くに見えている。（遠くの天体は過去の事象が見えている）
- ヘルクレス座かんむり座グレートウォールは、今までに観測された中で最も大きな宇宙の大規模構造
- かみのけ座銀河団を核とするかみのけ座超銀河団も、おとめ座超銀河団の隣の超銀河団であるが、所属するフィラメントは異なる。かみのけ座超銀河団はかみのけ座ウォールの中心部である。
- ハッブル–ルメートルの法則をおとめ座銀河団に当てはめてみると、20 Mpc x 67 km/s/Mpc = 1340 km/s となり、おとめ座銀河団は、1340 km/sという速度で、我々から遠ざかっている。ここから、おとめ座銀河団の重力による銀河系がおとめ座方向へ近づく速度 185 km/sを引くことにより、実際の相対速度1155 km/sが導かれる。
- シャプレー超銀河団は、ラニアケア超銀河団の隣の超銀河団。

## その他
科学者の間で冗談として パーセクの10−18倍の長さのアトパーセク(attoparsec)という単位が使われることがあり、約30.85 ミリメートルにあたる。

## 符号位置
| 記号 | Unicode | JIS X 0213 | 文字参照          | 名称      |
| ---- | ------- | ---------- | ----------------- | --------- |
| ㍶   | U+3376  | -          | &#x3376; &#13174; | SQUARE PC |